# Atriplex oppositifolia
Atriplex oppositifolia är en amarantväxtart som beskrevs av Dominique Villars. Atriplex oppositifolia ingår i släktet fetmållor, och familjen amarantväxter. Inga underarter finns listade i Catalogue of Life.